# کارل استیلور
کارل استیلور (چکی: Karel Stibor; ۵ نوامبر ۱۹۲۳ – ۸ نوامبر ۱۹۴۸) بازیکن هاکی روی یخ اهل چکسلواکی بود.
وی در مسابقات کشوری و بین‌المللی در مجموع برندهٔ ۱ مدال نقره شده‌است.